# Presépio da Basílica da Estrela
O Presépio da Basílica da Estrela  é um conjunto escultórico religioso composto actualmente por cerca de 480 figuras de barro ou terracota policromada e sendo as figuras maiores em pasta "encolata" suportadas numa estrutura de madeira e cortiça, obra dirigida pelo escultor Machado de Castro que durou cerca de cinco anos a ser concluida, de 1781 a 1786, e que tendo sido destinado ao Convento das Carmelitas Descalças anexo à Basílica da Estrela aqui permanece.
O Presépio da Basílica da Estrela foi mandado construir, em 1781, pela rainha D. Maria I para devoção da Natividade de Jesus pelas Carmelitas Descalças.
O Presépio da Basílica da Estrela foi realizado no auge do culto barroco dos presépios (século XVII), sendo um dos maiores da época e o único onde está representada a Matança dos Inocentes. Ao contrário dos presépios napolitanos, os presépios barrocos portugueses, como é o caso deste da Basílica da Estrela, além das cenas bíblicas integram cenas do quotidiano.
De Machado de Castro encontram-se em Lisboa dois outros presépios, um na Sé de Lisboa e outro no Museu Nacional de Arte Antiga.

## Descrição
No Presépio da Basílica da Estrela encontram-se representados:
- A Natividade de Jesus sendo o Menino Jesus a figura central rodeado da Virgem Maria e S. José. A moldura da gruta é enquadrada por três colunas coríntias e um tímpano arruinado.
- Junto da gruta de Belém estão representados os Pastores levando como presentes queijo, leite, ovos, fruta, etc., e os Três Reis Magos, Melchior da Ásia que oferece ouro, Baltasar de África que oferece mirra e Gaspar da Europa que oferece incenso. Os três Reis Magos são ainda representados a chegar a Jerusalém junto do Rei Herodes que ao saber do nascimento daquele que chamavam o rei dos judeus mandou matar todos os meninos de Belém com menos de 2 anos, a Matança dos Inocentes, que está representada ao alto do lado direito.
- O Povo, gente de todas as raças e condições, que ilustram o quotidiano do século XVIII. Nas partes laterais do Presépio podemos observar usos e costumes do quotidiano como a matança do porco, cozinhar enguias, um caçador, uma lavadeira, pastores a tocar música, homens na taberna a jogar cartas, crianças a brincar, namorados.
- muitos Animais, para além do boi e do jumento tradicionais, como rolas, ovelhas,cegonhas, porcos, javalis, cães, coelhos, gansos, etc..